# Краматорский район
Крамато́рский райо́н (укр. Краматорський район) — административная единица на севере Донецкой области Украины. Административный центр — город Краматорск.

## География
Район расположен на севере области.
Граничит на севере — с Изюмским и Лозовским районами Харьковской области, на северо-востоке — с Сватовским и Северодонецким районами Луганской области, на востоке — с Бахмутским и Горловским, на юге — с Покровским, на западе — с Синельниковским районом Днепропетровской области.

## Население
Численность населения района в укрупнённых границах — 568 тыс. человек.

## История

### Начало существования
В начале 1923 года на территории УССР была проведена реформа административно-территориального распределения, в результате которого уезды и волости были отменены, а вместо них образовались округа и районы.
Согласно Постановлению ВУЦИК от 7 марта 1923 года «Об административном делении Донецкой губернии» в составе Бахмутского округа был образован Краматорский район с центром в городе Краматорск.
Тогда же в новом районе состоялись выборы органа власти Краматорского райисполкома, который находился в непосредственном подчинении Бахмутского, а с августа 1924 — Артёмовского окрисполкома. Мирную жизнь сельских работников оборвала война. Всего из района было мобилизовано около 5,5 тысячи человек.
Воины-краматорчане отважно боролись на фронтах: в жестоких боях погибли 2565 человек. Многие из них награждены за мужество и отвагу боевыми орденами и медалями, четверо удостоены звания Героя Советского Союза: 18-летний командир отделения 1006 полка 266-1 Артемовской стрелковой дивизии Николай Носуля из Алексеево-Дружковки С. З. Калиниченко — житель Кондратовки, командир эскадрильи 266-го штурмового авиаполка, старший лейтенант В. И. Догаев из Дылеевки, командир пушки 99-го гвардейского артполка. Дубровный из совхоза «Щербиновский».
В сентябре 1943 года район был освобожден от нацистских захватчиков. Началась трудная работа по восстановлению разрушенного сельского хозяйства. Ущерб был велик: за время оккупации 31 колхоз и 6 совхозов района потеряли 60 тысяч голов крупного рогатого скота, десятки тысяч овец, свиней, птицы, богатые садово-овощные и пасечные хозяйства.

### Современность
17 июля 2020 года постановлением Верховной рады Украины «О создании и ликвидации районов» был образован Краматорский район, в его состав вошли территории:
- Александровского района,
- Лиманского района,
- Константиновского района,
- Славянского района,
- Городов областного значения: Краматорск, Дружковка, Константиновка, Лиман и Славянск.

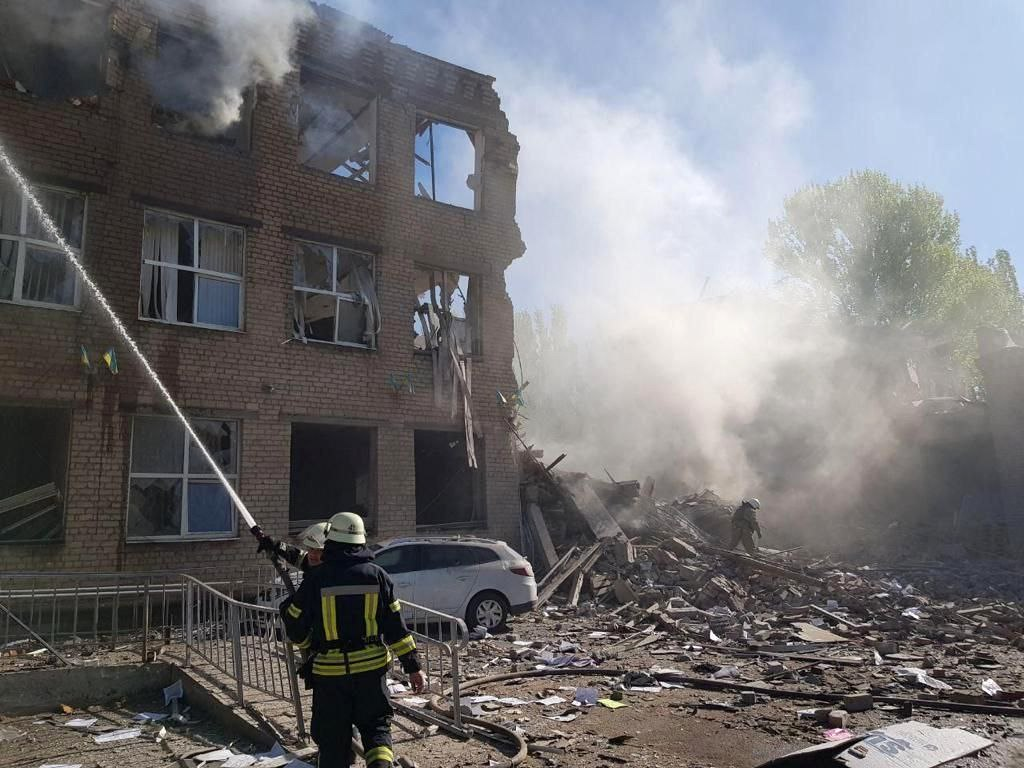
Константиновский профессиональный строительный лицей после российского ракетного удара 7 мая 2022 года (два человека погибли, девять пострадали)

Состав райсовета, избранного в 2020 году:
| №  | Партия или блок | Количество депутатов |
| -- | --------------- | -------------------- |
| 1. | Слуга народа    | 8                    |
| 2. | ОПЗЖ            | 23                   |
| 3. | ЕС              | 4                    |
| 4. | За будущее      | 6                    |
| 5. | Наш Краматорск  | 5                    |
| 6. | Порядок         | 6                    |
| 7. | Наш край        | 4                    |
| 8. | ПМР             | 4                    |

В 2021 году был объявлен конкурс на официальную символику района.

## Административное устройство
Район в укрупнённых границах с 17 июля 2020 года делится на 12 территориальных общин (громад), в том числе 7 городских и 5 поселковых общин (в скобках — их административные центры):
- Городские:
  - Краматорская городская община (город Краматорск),
  - Дружковская городская община (город Дружковка),
  - Константиновская городская община (город Константиновка),
  - Лиманская городская община (город Лиман),
  - Николаевская городская община (город Николаевка),
  - Святогорская городская община (город Святогорск),
  - Славянская городская община (город Славянск);
- Поселковые:
  - Александровская поселковая община (пгт Александровка),
  - Новодонецкая поселковая община (пгт Новодонецкое),
  - Черкасская поселковая община (пгт Черкасское);
- Сельские:
  - Андреевская сельская община (село Андреевка),
  - Иллиновская сельская община (село Иллиновка).

## Праздники
- День освобождения Краматорска от пророссийских террористов[укр.]
- День освобождения Славянска от пророссийских террористов[укр.]